# 李继开 (少将)
李继开（1916年—1994年），中国人民解放军将领、中国人民解放军开国少将。
曾任中国人民解放军福建军区参谋长。1955年，授予中国人民解放军少将。